# SFA-2
SFA-2 – polski prototyp autobusu turystycznego, skonstruowany w 1962 roku w Sanockiej Fabryce Autobusów.

## Historia modelu
W 1962 roku w Sanockiej Fabryce Autobusów podjęto prace nad skonstruowaniem nowego modelu autobusu turystycznego średniej pojemności. Efektem tych prac był prototypowy pojazd o oznaczeniu SFA-2, który planowany był jako następca rodziny autobusów San H25A i San H25B.
Samonośne, kratownicowo-szkieletowe nadwozie, projektu Zdzisława Beksińskiego, charakteryzowała nowatorska stylizacja: duża powierzchnia przeszklona, brak przetłoczeń oraz duża wysokość (3100 mm). Dolna część nadwozia o konstrukcji samonośnego kadłuba otwartego stanowiła element nośny. Część górna (okienna) była lekką konstrukcją szkieletową i nie przenosiła żadnych obciążeń powstających podczas pracy nadwozia. Poszycie zewnętrzne wykonane zostało z blachy stalowej. W prawej ścianie bocznej autobusu, pomiędzy przednią i tylną osią oraz na zwisie tylnym, umieszczone zostały jednoskrzydłowe drzwi. W lewej ścianie bocznej zastosowano drzwi przeznaczone dla kierowcy. Wnętrze o wysokości 1950 mm, przeznaczone było do przewozu 33 pasażerów na miejscach siedzących i charakteryzowało się wysoko umieszczoną podłogą, dzięki czemu do przestrzeni pasażerskiej nie wnikały wnęki kół. Pod podłogą umieszczone zostały bagażniki o ładowności 300 kg. Dostęp do ich przestrzeni możliwy był z boku i z tyłu.
Do napędu SFA-2 zastosowano opracowany w Biurze Konstrukcyjnym Przemysłu Motoryzacyjnego w Warszawie prototypowy 6-cylindrowy, rzędowy silnik wysokoprężny typu S530 o pojemności skokowej 6550 cm³ i mocy maksymalnej 92 kW (125 KM). Jednostka napędowa zblokowana została z 5-biegową manualną, niezsynchronizowaną skrzynią biegów. Silnik umieszczony został w przedniej części pojazdu nad osią kół przednich, napęd na koła tylne przekazywany był poprzez wał o konstrukcji rurowej. W układzie jezdnym zastosowano sztywną oś przednią o przekroju dwuteowym opartą na półeliptycznych resorach piórowych oraz hydraulicznych amortyzatorach ramieniowych. Tylny most napędowy z nową obudową o zwiększonym o 150 mm rozstawie kół, zawieszony został na półeliptycznych resorach piórowych, dodatkowo wspartych przez pomocnicze resory piórowe.
W ramach rozwoju konstrukcji SFA-2, planowano zbudować jeszcze prototypy w odmianie miejskiej oraz przedłużonej międzymiastowej. Jednak dalszych prac oraz produkcji nie podjęto.